# Мальяна
Мальяна (порт. Maliana) — город, расположенный в западной части Восточного Тимора и центральной части острова Тимор. Административный центр округа Бобонару и одноименного подрайона; центр епархии Римско-Католической церкви Мальяны, основанной 30 января 2010 года.
Площадь подрайона — 239,35 км². Население города — 12 220 человек (на 2015 год), подрайона — 22 000 человек. Подрайон состоит из 7 деревень (Лахомеа, Холса, Ритабоу, Одомау, Раифун, Таоп-Мемо, Сабураи).

## География
Мальяна расположен примерно в 149 км на юго-запад от столицы Дили и в нескольких километрах от границы с Индонезией, на высоте 402 м над уровнем моря.
Значительная часть сельских жителей занимается выращиванием риса и кукурузы. В период оккупации Индонезией, Мальяна стал центром выращивания риса и снабжала другие округа Тимора.
Бунак и кемак — местные языки на территории подрайона Мальяна. Также многие понимают и разговаривают на официальном языке Восточного Тимора тетум.